# Municipio de North Woodbury
El municipio de North Woodbury (en inglés: North Woodbury Township) es un municipio ubicado en el condado de Blair en el estado estadounidense de Pensilvania. En el año 2000 tenía una población de 6.965 habitantes y una densidad poblacional de 91.3 personas por km².

## Geografía
El municipio de North Woodbury se encuentra ubicado en las coordenadas 40°14′56″N 78°17′29″O / 40.24889, -78.29139.

## Demografía
Según la Oficina del Censo en 2000 los ingresos medios por hogar en la localidad eran de $37,229 y los ingresos medios por familia eran $44,153. Los hombres tenían unos ingresos medios de $30,142 frente a los $24,028 para las mujeres. La renta per cápita para la localidad era de $17,386. Alrededor del 8,1% de la población estaban por debajo del umbral de pobreza.